# ザクセン＝レムヒルト

ザクセン＝レムヒルト公国
Herzogtum Sachsen-Römhild

ザクセン＝レムヒルト（ドイツ語: Sachsen-Römhild）は1680年から1710年まで存在した、ヴェッティン家エルネスティン系が統治した公国。領土は現ドイツのテューリンゲン州、テューリンゲンの森南部の一部にあたる。

## 歴史

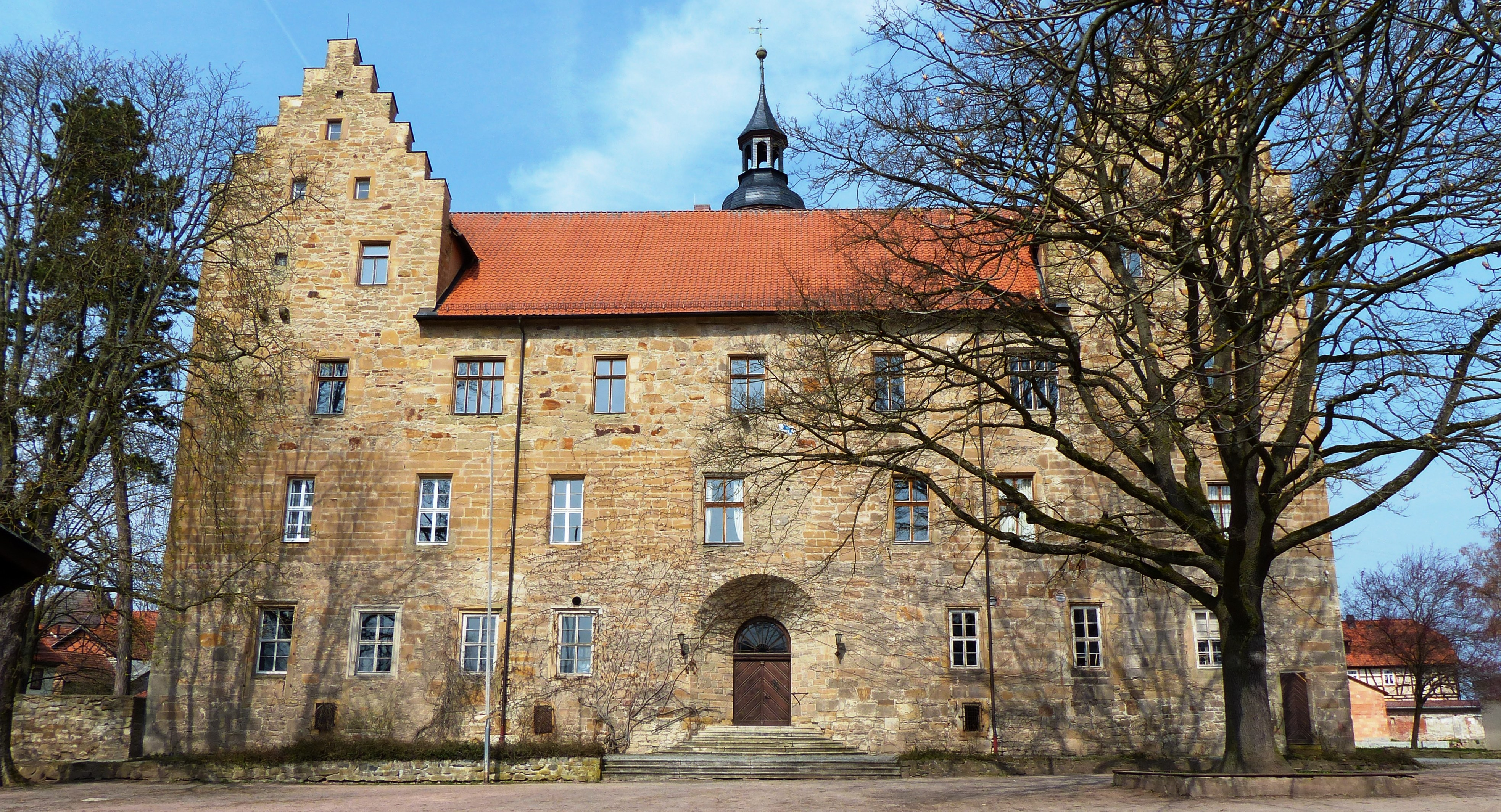
レムヒルトにあるグリュックスブルク城

1675年、ザクセン＝ゴータ公エルンスト1世がゴータで死去した。ザクセン＝ゴータは1680年2月24日に彼の7人息子の間で分割され、そのうち四男ハインリヒはザクセン＝レムヒルトを獲得した。公国の領土はレムヒルト、ケーニヒスベルク（1683年にザクセン＝ヒルトブルクハウゼンに割譲）、テマル、ベールンゲンのワイナリー、ミルツの修道院、そしてメスペルブルンのエヒター家（Echter）の遺産でヴェッティン家が1665年に獲得した土地であった。しかし公国の統治はハインリヒの長兄でゴータにいるザクセン＝ゴータ＝アルテンブルク公フリードリヒ1世によって行われ、ハインリヒには実権がなかった。
1710年、ハインリヒが子供のないまま死去すると、遺領はザクセン＝ゴータ＝アルテンブルク、ザクセン＝コーブルク＝ザールフェルト、ザクセン＝マイニンゲン、ザクセン＝ヒルトブルクハウゼンの間で分割された。ザクセン＝ゴータ＝アルテンブルクはテマル区の12分の7を、ザクセン＝コーブルク＝ザールフェルトはテマル区の12分の5とレムヒルト区の3分の1を、ザクセン＝マイニンゲンはレムヒルト区の3分の2を、ザクセン＝ヒルトブルクハウゼンは残り（ベールンゲンのワイナリー、ミルツ、エヒター家の遺産）を獲得した。
1826年にエルネスティン家の諸公国が再編されると、ザクセン＝レムヒルトの旧領は全てザクセン＝マイニンゲン領になった。

## ザクセン＝レムヒルト公の一覧
- ハインリヒ（1650年 - 1710年）